# Dòng sông ly biệt (phim 1986)
Dòng sông ly biệt (tiếng Trung: 煙雨濛濛 / Yên vũ mông mông, tiếng Anh: Lovers Under the Rain) là một bộ phim truyền hình Đài Loan do Hãng Trung Hoa Điện Thị (CTS) sản xuất năm 1983 phát sóng 1986, chuyển thể từ tác phẩm cùng tên của nữ nhà văn Quỳnh Dao. Bộ phim đã gây được tiếng vang lớn thời bấy giờ, đồng thời đưa những tên tuổi như Lưu Tuyết Hoa, Tần Hán, Triệu Vĩnh Hinh lên đỉnh cao của sự nghiệp diễn xuất.

## Nội dung
Lấy bối cảnh những năm 30 (một số tập) và 60 (toàn bộ phim) của thế kỷ trước (cũng chính là thời điểm Quỳnh Dao sáng tác truyện), Dòng sông ly biệt kể về một gia đình phức tạp, lại được đặt trong lúc thời có nhiều biến động, với những mâu thuẫn giữa hai thế hệ già - trẻ, giữa tư tưởng phong kiến còn sót lại với lối suy nghĩ hiện đại đang nhen nhúm trong tâm tư mỗi con người.
Đó là một người cha đã già, luôn mắc kẹt trong quá khứ với vô vàn những chiến tích vẻ vang nhưng cũng không kém phần hãi hùng; hai người mẹ, một kiên trì nhẫn nhịn đến mức cùng cực, một ghê gớm sắc sảo và đầy quyền lực; và những đứa con của họ, dần dà mang trong mình tư tưởng nổi loạn vì đã sống quá lâu trong cảnh thiếu thốn tình thương.
Tất cả những bi kịch đó, tưởng chừng sẽ mãi mãi bị chôn vùi trong sự sung túc giả tạo, bỗng một ngày, từng chút từng chút một, đều bị khơi lên bởi ngọn lửa thù hằn...

## Nhân vật
- Lục Y Bình (do Lưu Tuyết Hoa thủ vai)

Là nhân vật nữ chính, con gái thứ hai của Lục Chấn Hoa với Phủ Vân Phối, tính cách nóng nảy, bộc trực, thẳng thắn, và cũng là người khơi lên mọi sóng gió của câu chuyện.
- Hà Thư Hoàn (do Tần Hán thủ vai)

Nhân vật nam chính, là một ký giả, bạn thân của Lục Vũ Hào. Từ đầu đến cuối truyện, anh vẫn chỉ yêu Y Bình, nhưng lại hoàn toàn thiếu dứt khoát trong chuyện tình cảm với Như Bình.
- Lục Như Bình (do Triệu Vĩnh Hinh thủ vai)

Con thứ hai của Lục Chấn Hoa và Vương Tuyết Cầm, nhu mì, yếu đuối, say mê Thư Hoàn nhưng lại không can đảm đứng lên giành lấy anh từ Y Bình. Luôn sống trong cảnh cô đơn buồn tủi, có nhà mà không có gia đình, không có tình thương, cuối cùng phải lấy cái chết để giải thoát.
- Lục Chấn Hoa (do Câu Phong thủ vai)

Thường được nhắc đến với biệt danh Hắc báo tử, mắc kẹt trong quá khứ huy hoàng năm xưa nên luôn luôn cảm thấy bất mãn với hiện tại, bất mãn cả với chính gia đình của mình.
- Lục Vũ Hào (do Lý Thiên Trụ thủ vai)

Con trai cả của Lục Chấn Hoa và Vương Tuyết Cầm. Từ nhỏ chưa bao giờ hòa hợp với cha nên tính cách trở nên nóng nảy, thường giao du kết bạn bên ngoài, nhưng vẫn rất thương các em là Như Bình, Mộng Bình, Vũ Kiệt và sau này là cả Y Bình nữa.
- Lục Mộng Bình (do Châu Lâm Lâm thủ vai)

Con thứ ba của Lục Chấn Hoa và Vương Tuyết Cầm. Cũng như Vũ Hào và Y Bình, cô không có tình thương trong gia đình, nhưng lại may mắn hơn khi tìm được một điểm tựa vững chắc là Kỷ Diệu.
- Phương Du (do Văn Khiết thủ vai)

Bạn thân của Y Bình, người yêu Vũ Hào, là một cô gái tốt bụng và trong sáng. Trong phim, cô đóng vai trò trung gian hòa giải những mối bất đồng giữa Y Bình và Vũ Hào, giữa Vũ Hào và gia đình Lý phó quan.
- Phủ Vân Phối (do Tăng Á Quân thủ vai)

Vợ thứ tám của Lục Chấn Hoa, nhẫn nhịn, kiên trì, sống cả đời không biết thù, không biết hận, dù năm xưa bà đã từng bị Tuyết Cầm ngược đãi và bị chính chồng mình đuổi ra khỏi nhà. Bà đặt hết niềm tim vào Y Bình sau khi Tâm Bình, con gái cả của bà qua đời.
- Vương Tuyết Cầm (do Cốc Âm thủ vai)

Vợ thứ chín của Lục Chấn Hoa, trái ngược hoàn toàn với Vân Phối, sắc sảo, đanh đá, đầy quyền lực. Có quan hệ bất chính với Ngụy Quang Hùng, thậm chí còn đem tiền của Lục Chấn Hoa ra để giúp đỡ hắn ta.
- Ngụy Quang Hùng (do Văn Soái thủ vai)

Tình nhân của Vương Tuyết Cầm, là một trùm buôn lậu khét tiếng. Hắn có với Vương Tuyết Cầm một đứa con là Lục Vũ Kiệt.
- Lý Chính Đức (do Phạm Hồng Hiên thủ vai)

Phó quan trung thành của Lục Chấn Hoa, cùng vợ và con gái sống một cuộc sống nghèo khó sau khi bị Vương Tuyết Cầm đuổi ra khỏi Lục gia, phải nhờ cậy vào sự giúp đỡ tài chính ít ỏi của Vân Phối và Y Bình.
- Lý Khả Vân (do Châu Tuệ Trân thủ vai)

Con gái Lý phó quan, mắc bệnh điên gần chín năm sau khi mất đi đứa con với Vũ Hào. Suốt chiều dài bộ phim, Y Bình, Thư Hoàn, Phương Du và Vũ Hào đã giúp cô tìm lại ký ức. Cuối cùng, cô cũng qua khỏi, và đồng ý tha thứ cho Vũ Hào cũng như ủng hộ mối tình của anh với Phương Du.
- Lý Ngọc Trân (do Mã Huệ Trân thủ vai)

Vợ của Lý phó quan, mẹ của Khả Vân, sống trong dằn vặt và đau khổ suốt chín năm vì bệnh tình của con gái mình.
- Kỷ Diệu (do Lý Quốc Siêu thủ vai)

Người yêu Mộng Bình, là một người con trai mạnh mẽ và có ý chí, đã giúp Mộng Bình vượt qua những ngày tháng khó khăn nhất.
- Lục Vũ Kiệt (do Văn Quốc Hoa thủ vai)

Con trai Vương Tuyết Cầm với tình nhân của bà là Ngụy Quang Hùng.
- Từ Siêu (do Trương Thuận Siêu thủ vai)

Bạn thân của Vũ Hào và Thư Hoàn, ưa pha trò, ưa nói chuyện khôi hài. Thích Như Bình nhưng không được đáp lại.
- Lục Tâm Bình (do Phương Văn Lâm thủ vai)

Con gái cả của Lục Chấn Hoa và Phủ Vân Phối, Sinh năm Dân quốc thứ 21 (1932) cũng là đứa con mà Chấn Hoa yêu thương nhất vì cô có nhiều điểm giống Bình Bình. Biết chơi dương cầm, biết cưỡi ngựa, luôn luôn tươi cười vui vẻ, nhưng lại đoản mệnh, qua đời sau một tai nạn năm Dân quốc 37 (1948) 17 tuổi.
- Đặng Bình Bình (do Phương Văn Lâm thủ vai)

Mối tình đầu tiên, mãi mãi và dở dang của Lục Chấn Hoa. Luôn ôm ấp hình ảnh Bình Bình trong lòng, gặp bất cứ người phụ nữ nào có một nét giống cô, ông cũng cưới về làm vợ; và cũng vì cô mà tất cả những 12 người con gái của Lục Chấn Hoa sau này đều mang tên Bình.

## Đánh giá
Sau khi bộ phim được công chiếu đã tạo một tiếng vang thời điểm đó và được khán giả ủng hộ cuồng nhiệt, những nhân vật như Lục Y Bình (do Lưu Tuyết Hoa thủ vai), Hà Thư Hoàng(do Tần Hán thủ vai), Lục Như Bình (do Triệu Vĩnh Hinh thủ vai) cho đến tận ngày nay vẫn được khán giả nhớ đến. Những bi kịch của các nhân vật trong phim cũng được các diễn viên nhập vai đầy nhập tâm và lấy đi nước mắt và sự yêu mến từ khán giả đối với bộ phim.
Sau sự thành công của Dòng sông ly biệt 1986 (Yên vũ mông mông) đến năm 2001 phiên bản thứ 2 của Dòng sông ly biệt là Tân dòng sông ly biệt chính thức phát sóng cũng nhận được sự ủng hộ của khán giả.
Tháng 2 năm 1994: Đài truyền hình Vĩnh Long phát sóng bộ phim mang tên Tiếng việt Dòng sông ly biệt phát sóng lúc 12h00 trưa mỗi ngày trên kênh THVL (lúc đó phát trên kênh 31 UHF)

## Chuyển thể
- Misty Rain (1965) (煙雨濛濛) là một bộ phim của Đài Loan với sự tham gia của Quy Á Lôi (歸亞蕾).
- Romance in the Rain (1973) (煙雨濛濛) dài 20 tập được sản xuất bởi TVB với các diễn viên Trịnh Thiếu Thu và Lý Tư Kỳ.
- Romance in the Rain / Tân dòng sông ly biệt (2001) (情深深雨蒙蒙) dài 49 tập dưới sự sản xuất của CCTV; diễn viên: Triệu Vy, Lâm Tâm Như, Cổ Cự Cơ, Tô Hữu Bằng[2]

## Trình chiếu các quốc gia khác
- Việt Nam
  - Đài Phát thanh - Truyền hình Sông Bé — 1994
  - THVL1 — (Phát sóng lúc 12 giờ mỗi ngày) 9 tháng 2 năm 1994 - 20 tháng 3 năm 1994 (lúc đó còn gọi là THVL phát trên kênh 31 UHF).
  - THĐT1 — 1996 (lúc đó còn gọi là THĐT phát trên kênh 12 VHF)